# Porto di New York

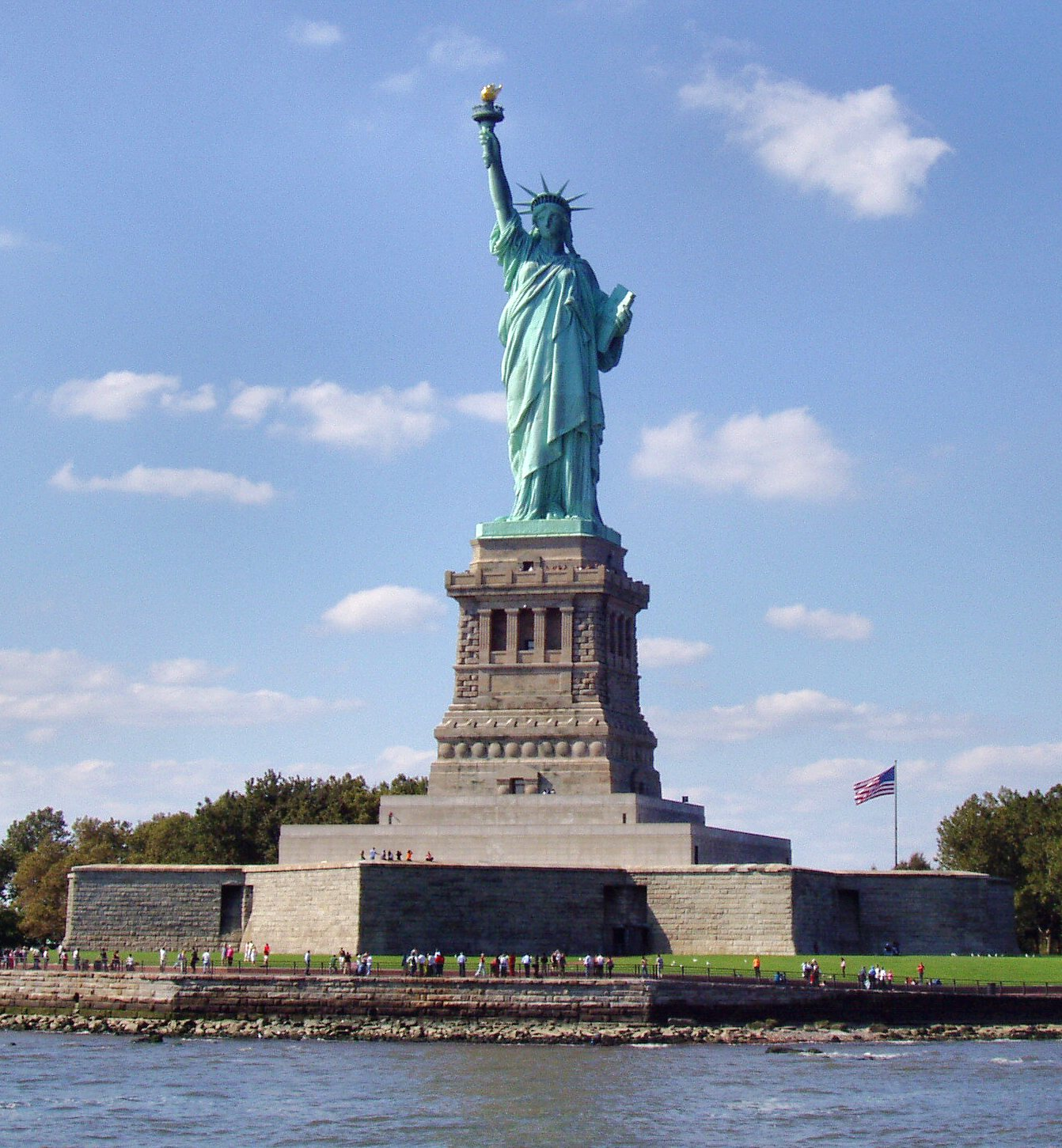
La Statua della Libertà, icona della città, si erge da Liberty Island posta sulla Upper New York Bay. Sin dal 1886 la Statua della Libertà è stato il primo simbolo della città visto dagli immigranti europei verso gli Stati Uniti.

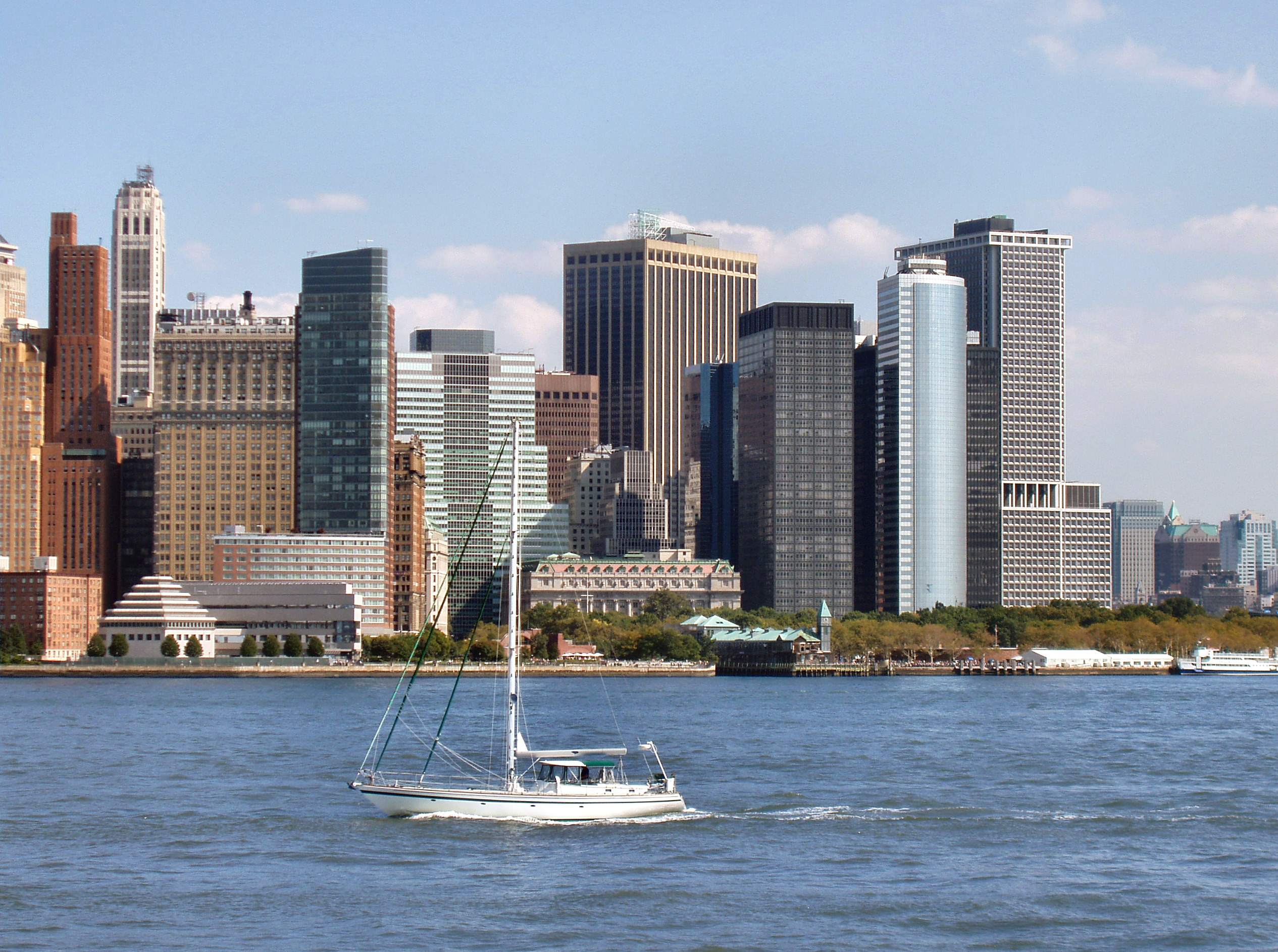
Manhattan, vista del "fronte del porto", dalla costa del New Jersey di fronte al Liberty Park.

Il termine geografico porto di New York (in inglese: New York Harbor), si riferisce collettivamente alla zona di fiumi, baie, ed estuari (sottoposti a maree) che si trovano nei pressi dello sbocco del fiume Hudson nelle immediate vicinanze della metropoli di New York, a sud di Manhattan. Spesso si vuole indicare "i porti di New York e di New Jersey (Newark)". Nel senso più stretto, il termine occasionalmente si riferisce soltanto alla "Upper New York Bay".

## Geografia
In senso più ampio, il termine "Porto di New York" include le seguenti superfici idriche e le loro coste/fronti:
Upper New York Bay,
Lower New York Bay,
North River (i.e., la parte bassa del fiume Hudson),
East River,
Kill Van Kull,
Newark Bay,
Arthur Kill,
The Narrows,
Jamaica Bay,
Raritan Bay, e il
Harlem River.
Quest'area si estende per circa 3.100 km2, con più di 1.600 km di linea costiera. Durante il suo picco storico di massima attività conteneva 1.045 km di sviluppo come moli ed aree portuali attrezzate, che si dipanavano su 11 porti attivi, localizzati a:
- Manhattan,
- Brooklyn,
- Queens,
- The Bronx,
- Staten Island,
- Perth Amboy,
- Elizabeth,
- Bayonne,
- Newark,
- Jersey City,
- Hobokene
- Weehawken

Anche se l'ente governativo ufficiale degli U.S.A. "Board of Geographic Names" non lo include, il termine, New York Harbor ha molti importanti usi di tipo storico, governativo, commerciale, ed ecologico.

## Storia del Porto di New York

### Prima della costruzione dello Erie Canal

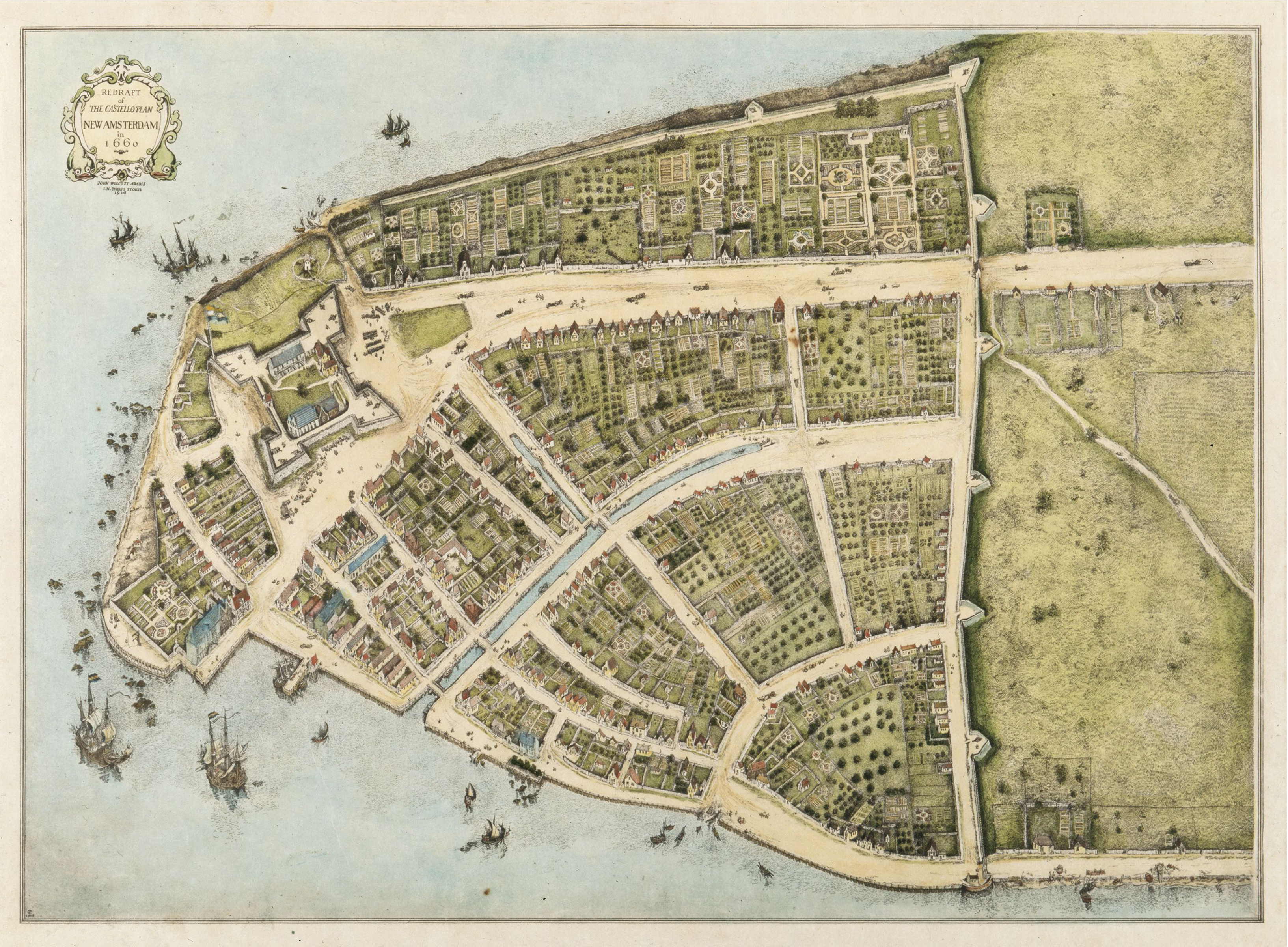
Nuova Amsterdam: sono visibili in basso a sinistra i primi pontili sull'East River e il muro protettivo usato contro gli inglesi sulla destra. L'est è in basso. (Pianta Castello, 1660.)

La popolazione indigena del XVII secolo che occupava l'area del porto di New York, erano i Lenape, che utilizzavano lo specchio d'acqua per la pesca e spostamenti. Nel 1524 Giovanni da Verrazzano mise ancora nella zona attualmente nota come "The Narrows" (gli stretti tra Staten Island e Long Island), dove ricevette un gruppo di indigeni Lenape in canoa. Le descrizioni della geografia della zona fatte da Verrazzano sono un po' ambigue.
Gli storici sostengono che la sua nave abbia posto l'ancora nell'area di Brooklyn da dove attualmente si staglia il ponte di Verrazzano. Nel suo diario descrive quello che pensava essere un grande lago di acque dolci verso nord (forse la Upper New York Bay, oggi nota anche come New York Harbor). Forse non esplorò in profondità la zona in modo da accorgersi dell'esistenza del fiume Hudson. Nel 1609 Henry Hudson si inoltrò nella zona dell'attuale porto ed esplorò la zona terminale di espansione del letto del fiume che oggi porta il suo nome.
Nel 1624 venne fondato il primo insediamento europeo permanente nella zona, situato in Governors Island, seguito da un altro 8 anni dopo a Brooklyn.
Poco dopo, il direttore generale coloniale olandese dei Nuovi Paesi Bassi, Peter Stuyvesant, ordinò la costruzione del primo molo nel lato di Manhattan del corso inferiore dell'East River, area relativamente al riparo dai venti e dal ghiaccio, che venne completato nel 1648, col nome Schreyers Hook Dock (nei pressi delle odierne Pearl e Broad Street). Questo preparò New York a diventare il porto principale delle colonie britanniche della Nuova Inghilterra ed in seguito divenne uno dei principali porti dell'Unione americana.
Nel 1686 le autorità coloniali britanniche concessero il controllo del fronte del porto alla municipalità.

### Il Canale Erie porta ulteriore sviluppo
Nel 1824 venne completato il primo bacino di carenaggio americano, posto sull'East River. Grazie alla sua profondità ed ubicazione, il Porto di New York crebbe rapidamente, anche grazie all'introduzione dei vaporetti; e con il completamento del canale Erie nello Stato di New York divenne il porto più importante per il transhipping tra l'interno degli USA e la zona europea come verso tutte le destinazioni della "East Coast".

### Ellis Island
Attorno al 1840, attraverso il porto di New York transitavano più passeggeri ed un maggiore tonnellaggio di merci rispetto a quello di tutti gli altri porti del paese combinati.
La dogana e principale punto di entrata per immigranti si trovava ad Ellis Island, che superò i 12 milioni di arrivi dal 1892 al 1954.
Prima di uno sviluppo sufficiente di strade e autostrade tale da consentire un utilizzo efficiente dei camion, i carichi ferroviari erano portati in ferry verso Manhattan dal New Jersey, e di conseguenza le ferrovie avevano piccole flottiglie di rimorchiatori, di chiatte, e di 323 chiatte ferroviarie car float, che erano specificamente progettate con rotaie che permettevano di imbarcare locomotive e vagoni.
La città di New York sussidiava questi servizi, cosa che ostacolò lo sviluppo dei porti rivali.

### Seconda guerra mondiale e dopo guerra
Dopo l'entrata degli Stati Uniti nella seconda guerra mondiale, nel 1942 gli equipaggi dei sommergibili tedeschi ebbero l'occasione di affondare una grande quantità di naviglio alleato, in quello che veniva definito il second happy time. I capitani degli U-Boot vedevano le sagome delle navi alleati stagliarsi sul chiarore delle luci cittadine, attaccandole impunemente, a dispetto di flotte di Cacciatorpediniere di stanza nel porto. Vennero affondate le petroliere Coimbria al largo di Sandy Hook e la Norness al largo di Long Island. Il porto di New York, come principale punto di imbarco dei convogli nella costa est degli U.S.A., divenne una zona rovente della seconda Battaglia dell'Atlantico (1939-1945), dove venne affondato 1 su ogni 26 mercantili.
Il porto raggiunse il suo picco di attività nel marzo 1943, con 543 navi alla fonda aspettando di ancorare o di partire nei convogli, (con circa 425 vascelli marittimi che occupavano già uno dei 750 moli o approdi). Vi erano 1100 magazzini con circa 3,9 km2 di spazio coperto che ospitavano carichi, assieme a 575 rimorchiatori "tugboat" e 39 cantieri navali attivi (tra questi si segnala il New York Naval Shipyard fondato nel 1801). Col suo impressionante inventario di macchinario pesante, il New York Harbor era il porto più attivo del mondo.

## Aspetti nautici

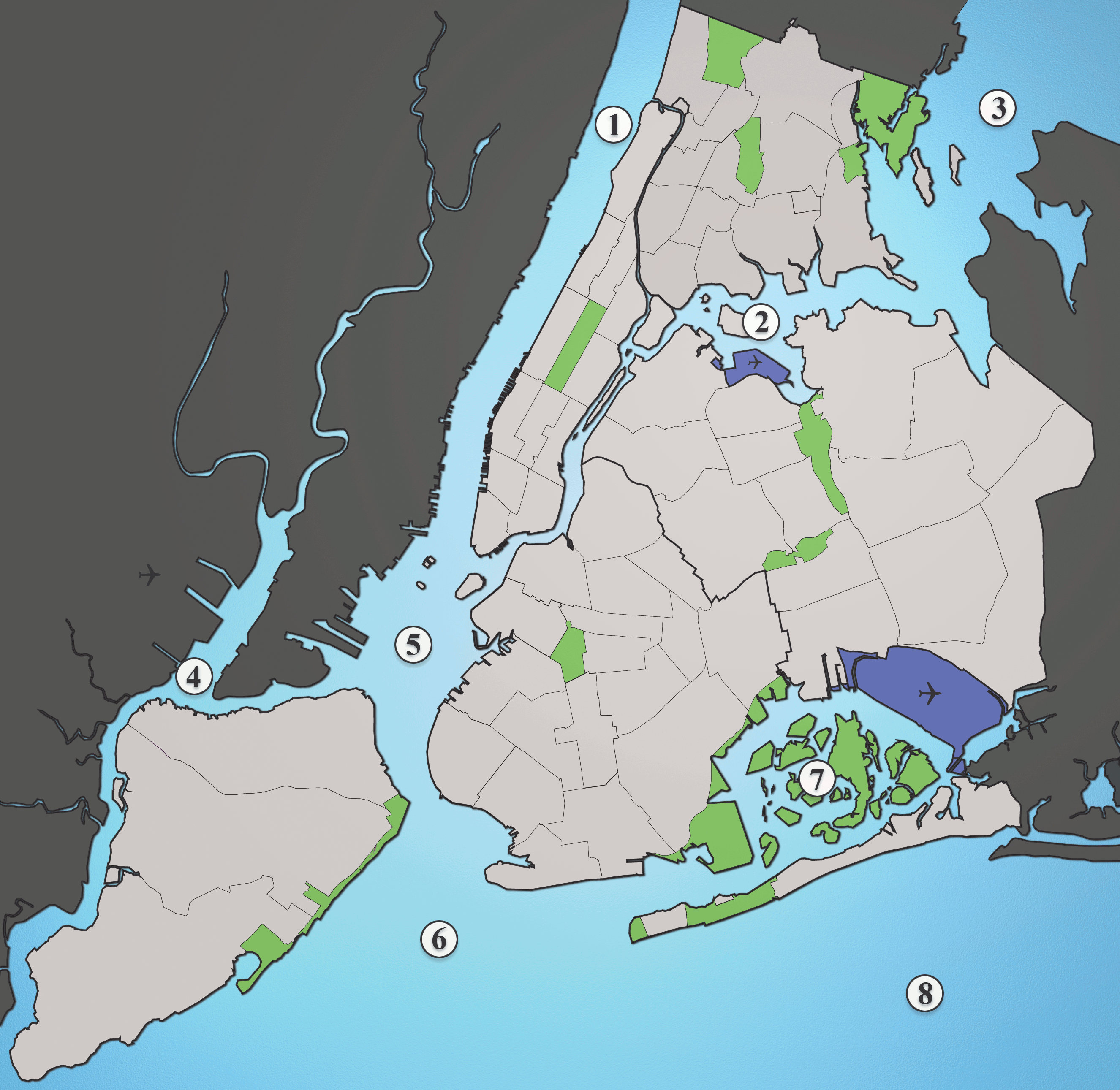
Vie d'acqua nell'estuario del Hudson River: 1. Hudson River, 2. East River, 3. Long Island Sound, 4. Newark Bay, 5. Upper New York Bay, 6. Lower New York Bay, 7. Jamaica Bay, 8. Oceano Atlantico

Il porto di New York City si estende a sudovest fino alla bocca del fiume Raritan, a nordovest fino al Port Newark e a nord fino al George Washington Bridge.
Dal punto di vista della nautica, questo porto consiste di un complesso di circa 386 km di canali naturali navigabili (che richiedono l'aiuto di piloti di porto), oltre a molti approdi e strutture portuali, che hanno come centro la Upper New York Bay.
I vascelli di grossa stazza richiedono dell'assistenza di rimorchiatori per le svolte più acute nei canali, ad esempio nella manovra che si fa da "Kill van Kull" verso Port Newark. Il Porto di New York ha l'entrata principale dall'Oceano Atlantico verso sudest, tra il Rockaway Point e Sandy Hook; ha un'altra stretta entrata attraverso il Long Island Sound dal nordest fino agli sbocchi dell'East River.
Più a nord, sul Hudson River, vicino al pilone est del ponte George Washington si trova il rosso faro di Jeffrey's Hook, menzionato in un libro di Hildegarde Swift, che in seguito ad iniziativa popolare è stato dichiarato parte del National Register of Historic Places.
La zona sud del fiume Hudson è attraversata dalla ferrovia sub-alveo tra Manhattan e lo stato di New Jersey grazie al PATH tunnel, che passa sotto al fondale della baia, ed al Ponte Verrazano-Narrows (al confine tra l'Oceano Atlantico e la baia), che collega Brooklyn con Staten Island.

### Complesso portuale

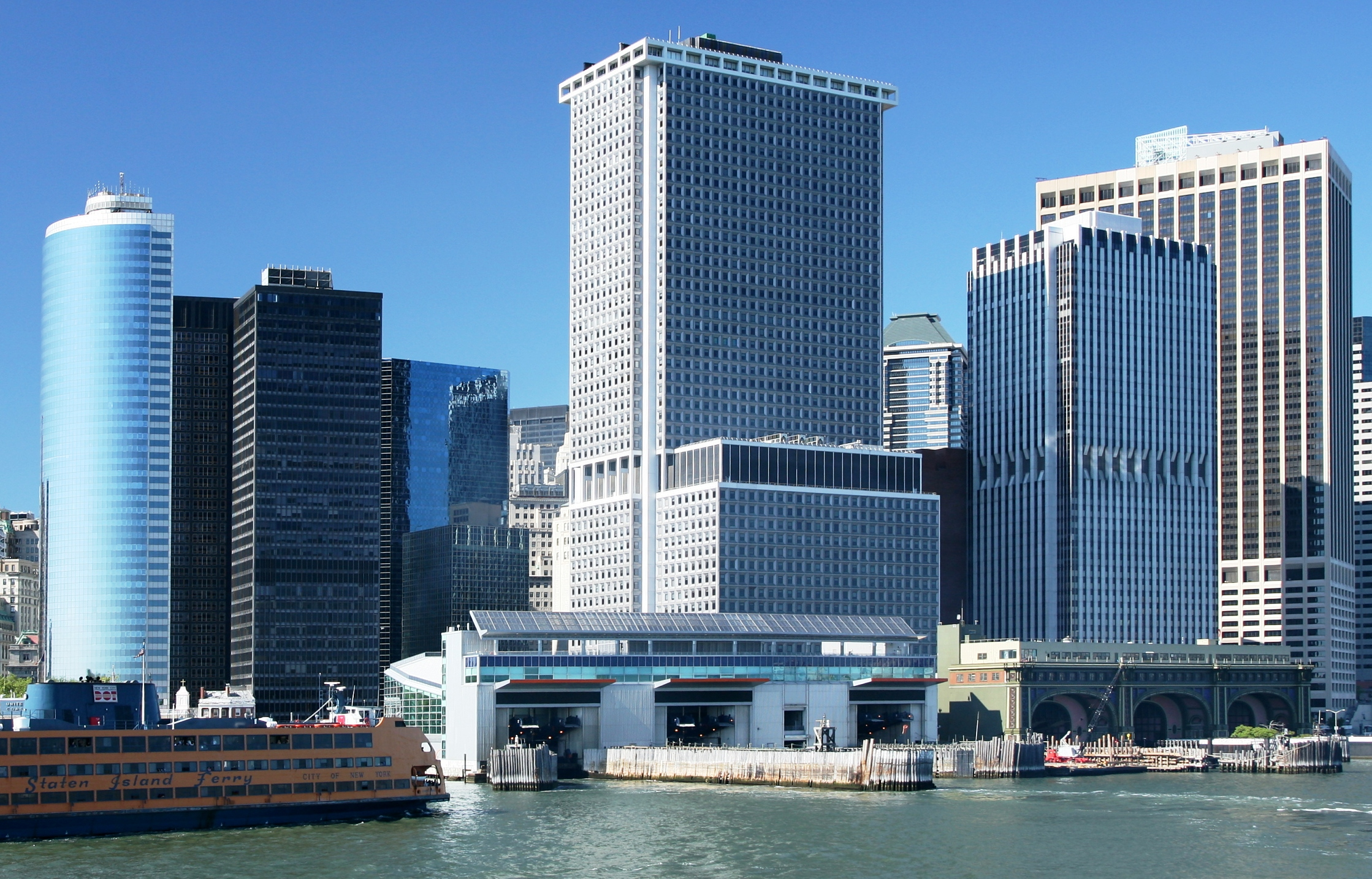
Staten Island Ferry terminal at South Ferry, showing Lower Manhattan

Nella sua interezza, ufficialmente nota come Port Authority of New York and New Jersey costituisce il complesso portuale con le maggiori importazioni di petrolio e il secondo maggiore gestore di container negli Stati Uniti.
Anche se il "New York Harbour" tacitamente include sempre l'attività commerciale del porto di New York, includendo il fronte del porto dei "Five Boroughs" e delle città vicine nel New Jersey, soltanto dal 1972 questo dato di fatto è stato reso formale dall'istituzione della singola Port Authority bi-statale.
Sin dagli anni cinquanta, il porto commerciale di New York e Brooklyn è stato quasi completamente eclissato dal porto per navi container nel vicino terminale di Port Newark-Elizabeth Marine Terminal, sito in Newark Bay, che è il maggiore di questo tipo della east coast nordamericana. Il porto, una volta la principale porta per l'entrata di passeggeri europei verso gli USA, ha visto diminuita la sua importanza dal traffico aereo di passeggeri, ma comunque la Port Authority opera tutti i tre maggiori aeroporti di New York (La Guardia sin dal 1939; JFK/Idlewild nel 1948) e Newark (1928).
La città di New York è ancora approdo per molte compagnie di crociere, ferry di pendolari, e barche per le escursioni turistiche. Anche se la maggior parte dei servizi di traghetto sono privati, lo Staten Island Ferry è operato dal New York City Department of Transportation. Le installazioni per navi da passeggeri sono il New York Passenger Ship Terminal, il Brooklyn Cruise Terminal di Red Hook (Brooklyn), e il MOTBY che si trova a Bayonne.

### Manutenzione dei canali

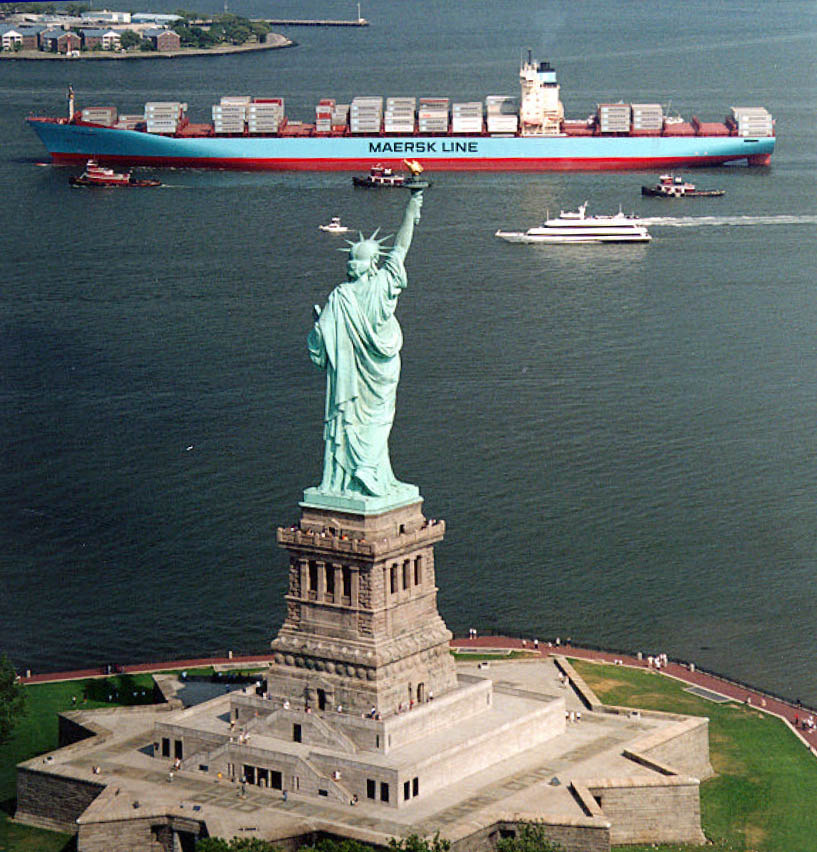
Una nave porta container della classe Post-Panamax (poco carica) passa la punta nord del canale Anchorage Channel tra le isole Liberty e Governors Island.

La profondità naturale media del New York Harbor era di circa 5 metri, ma è stata incrementata negli anni, fino a circa 7 metri (24 piedi), profondità controllata sin dal 1880.
Nel 1891 la profondità del Main Ship Channel garantita come minima era di 9 metri (30 piedi).
Nel 1914 l'Ambrose Channel divenne la principale entrata al porto, profonda 12 m. e larga 600 m metri. Durante la II Guerra Mondiale il canale principale venne dragato fino alla profondità di 14 m, in grado di far passare grosse navi fino a quelle delle dimensioni Panamax. Attualmente il corpo di ingegneri sta cercando di stabilire appalti per aumentare la profondità oltre i 15 m (50 piedi), per permettere l'accesso alle navi portacontainer della classe Post-Panamax, che possono attraversare il Canale di Suez.
Questo processo di rimozione dei sedimenti ha creato una certa preoccupazione tra gli ambientalisti perché i canali che collegano la zona portuale dove attraccano le navi container (principalmente l'inquinato Port Newark), convogliano l'inquinamento fino alle zone peschiere dell'Atlantico. Sostanze tossiche come i PCB e altri formano una specie di "lenzuolo" di contaminanti, sepolto e inframmezzato ai sedimenti. Nel giugno del 2009, l'amministrazione Bloomberg annunciava piani per la decontaminazione e stoccaggio di 200.000 iarde cubiche di PCB dragati, che sarebbero immagazzinate in parte nel sito dell'ex-Yankee Stadium, oppure nel Brooklyn Bridge Park.
In molte aree il fondo sabbioso è stato scavato fino alla roccia, e l'aumento della profondità dei canali adesso richiede l'utilizzo di esplosivi, e la roccia frammentata viene dragata ed eliminata. Ad un certo momento del 2005, nel porto si utilizzavano 70 unità di equipaggiamento per potere incrementare la profondità del porto, costituendo così la maggiore flotta di dragaggio del mondo. Questi lavori occasionalmente causano rumore e vibrazioni che possono essere percepiti dai residenti di Staten Island. Quando si utilizzano esplosivi vengono diramati avvisi ai naviganti e alle popolazioni residenti nella zona.

### Sicurezza
La Guardia costiera degli Stati Uniti si occupa della gestione della via acquea, includendo l'investigazione e risoluzione di ogni versamento inquinante, salvataggio di natanti e attività di anti-terrorismo.
La prevenzione e investigazione dell'attività criminale, specialmente in relazione al crimine organizzato, e anche responsabilità della "Waterfront Commission" bi-statale.
La commissione venne creata nel 1953 (un anno prima del film Fronte del porto, in inglese: On the Waterfront), per combattere il racket delle estorsioni ai lavoratori. Si pensava che i mafiosi della famiglia Gambino controllassero il fronte del porto di New York e che la famiglia Genovese controllasse il porto di New Jersey.
Nel 1984 la sezione locale dei "Teamsters" venne posta sotto sequestro probatorio e commissariamento da parte di un fondo fiduciario (RICO), e nel 2005 una causa simile venne intentata contro la sezione locale dell'International Longshoremen's Association.

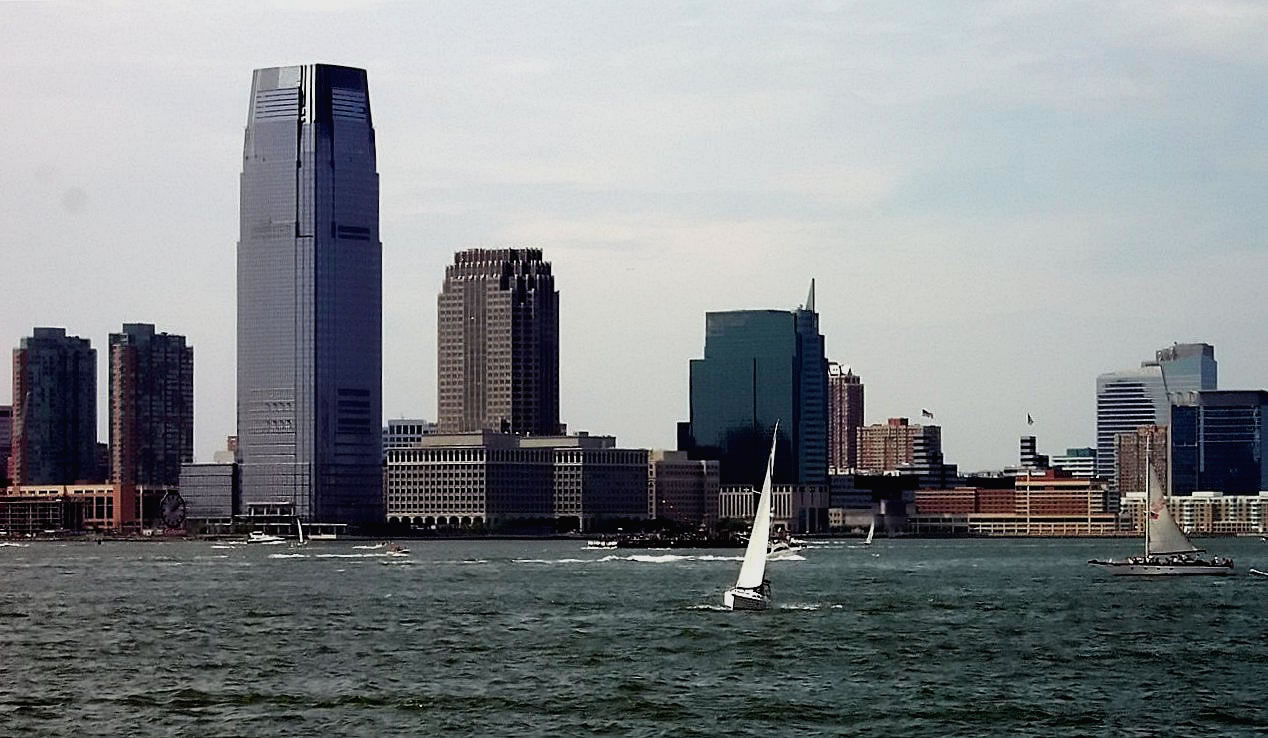
Il porto di New York nei pressi di Jersey City.

Nel marzo del 2006, le strutture portuali per il transito di passeggeri vennero trasferite alla Dubai Ports World.
Si sviluppò un acceso dibattito con controversie riguardo alla sicurezza del permettere la gestione di una struttura vitale come un porto USA, ad una corporazione straniera, inoltre araba, anche se in realtà l'operatore delegato era la ditta britannica P&O Ferries,
inoltre non stupiva il fatto che la Orient Overseas Investment Limited (compagnia dominata da ufficiali della Repubblica Popolare Cinese), detenesse il contratto operativo dello Howland Hook Marine Terminal.

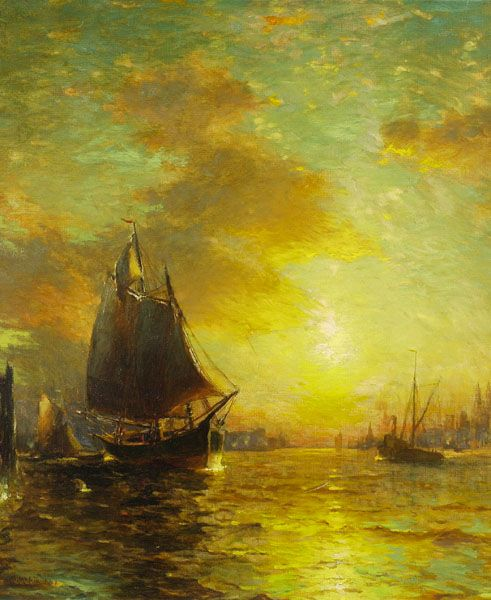
New York Harbor, pittura ad olio di George McCord (1848–1909)

Una preoccupazione aggiuntiva è costituita dal programma "green line" della dogana U.S.A., che consente a trasportatori che si sono dimostrati degni di fiducia di avere un minor numero di container ispezionati, con la possibilità di permettere un accesso più facile alla merce di contrabbando.